# Musée-réserve d'État unifié de l'histoire de l'Extrême-Orient Vladimir K. Arseniev
Le musée-réserve d'État unifié de l'histoire de l'Extrême-Orient Vladimir K. Arseniev (en russe : Государственный объединённый музей-заповедник истории Дальнего Востока имени В.К. Арсеньева), communément appelé musée Arseniev, est le premier musée d'histoire locale de l'Extrême-Orient russe et le plus grand musée du kraï du Primorié. Le musée présente l'histoire et la nature du kraï du Primorié, contient des collections de documents sur les activités des chercheurs de la région, dont Mikhail Veneioukov et Nikolaï Prjevalski entre autres,  des documents sur l'histoire de la ville, l'archéologie et l'ethnographie. Le musée possède 3 succursales à Vladivostok et 5 dans les autres villes du Primorié.
Le musée Arseniev considère que sa fondation est le 18 avril 1884 (30 avril dans le calendrier grégorien), lorsque la charte de la Société pour l'étude de la région de l'Amour fut approuvé. Mais il n'est ouvert aux visiteurs que le 30 septembre 1890 (12 octobre dans le calendrier grégorien). En 1925, il devient le musée régional d'État de Vladivostok, puis en 1939 le musée régional d'histoire locale du Primorié. Le 4 septembre 1945, il est renommé d'après le célèbre explorateur du Primorié Vladimir Arseniev pour les quinze ans de sa mort. En 2018, il obtient le statut fédéral, et en 2022, il fusionne avec le musée de la forteresse de Vladivostok.

## Histoire

### Empire russe
En décembre 1883, alors que la ville n'avait pas encore un quart de siècle (elle est fondée en 1860), le mécanicien naval Alexandre Mikhaïlovitch Oustinov proposa dans le journal de Vladivostok de créer un musée pour la ville. Plusieurs personnes répondirent à l'idée, comprenant les perspectives scientifiques et économiques, dont Fiodor Fiodorovitch Busse, chef de l'administration de colonisation du kraï de l'Oussouri du sud ; le professeur du gymnasium masculin V.P. Margaritov ; le colonel d'état-major Ivan Nadarov ; le procureur I.A. Bouchouïev ; et des marchands et commerçants. 

Le musée est devenu le point de départ de la création de la première société scientifique de la côte Pacifique de la Russie, la Société pour l'étude de la région de l'Amour. La charte de la société fut approuvée le 18 avril 1884 (30 avril dans le calendrier grégorien) par le gouverneur militaire de la ville de Vladivostok, Alexander Fedorovich Feldgaouzen. Les premières années, la société menait de vastes expéditions et se constituaient des collections. Au début, les collections furent mises par le directeur du gymnasiul G. D. Masing dans une salle dans l'établissement d'enseignement, avant d'être transféré dans une propriété du marchand M.G. Cheveleva.

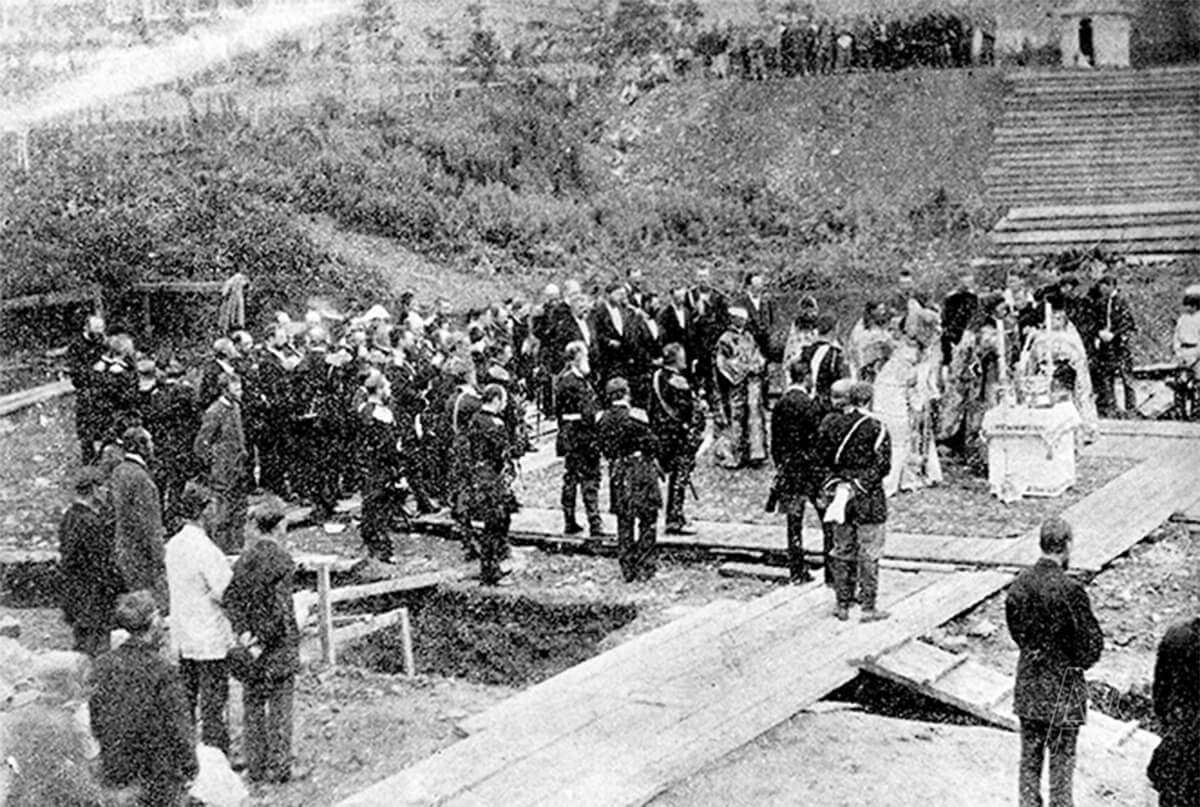
Pose de la première pierre en 1888.

La pose de la première pierre eut lieu le 30 juin 1888 (12 juillet dans le calendrier grégorien), avec la présence de Gouri, évêque du Kamtchatka et de l'Annonciation, qui célébra une prière et consacra le site de la fondation. Les travaux durèrent quatre ans, et le projet de construction fut développé par l'ingénieur Kirill Grigorievich Sergienko. Le journal de Vladivostok parlait régulièrement de 1885 à 1890 des progrès dans la collecte de fonds pour la construction du musée,.  
Le 30 septembre 1890 (12 octobre dans le calendrier grégorien), le musée fut ouvert en la présence du gouverneur général du Priamour Andreï Nikolaïevitch Korf. Il était alors dénommé le musée de la Société pour l'étude de la région de l'Amour. Il devint le premier musée d'Extrême-Orient, grâce au travail d'archéologues, ethnographes, botanistes et autres. En 1903, Vladimir Arseniev, militaire et explorateur, adhère à la Société. Il devint dès lors le membre le plus actif du musée grâce à ce qu'il rapportait.

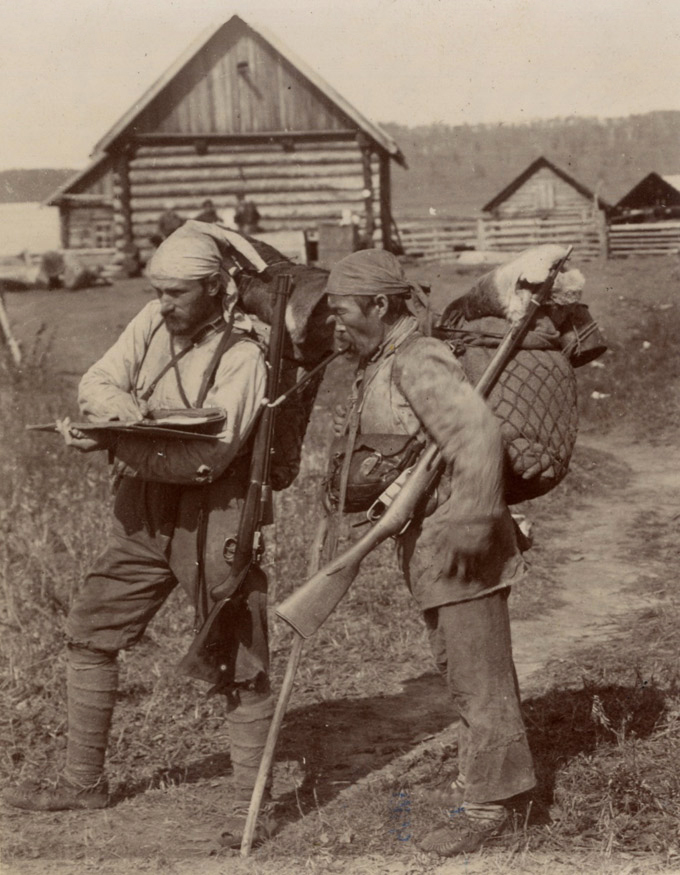
Vladimir Arseniev et Dersou Ouzala en mission d'exploration (photo de 1906)

Parmi les nouvelles collections, ion retrouve une collection d'ethnographie d'Orotches et une collection archéologique d'un site néolithique de la rivière Sidemi. Ces nouvelles collections du musée sont exposées en 1891 à un congrès scientifique international à Moscou. En 1900, le musée participe à l'exposition du département russe de l'Exposition universelle de Paris 1900, où ses collections ethnographies sur les ethnies du Primorié sont reconnues comme uniques et reçoivent deux médailles en bronze.
En 1896, la place à côté du bâtiment devient un jardin botanique. En 1902 et 1908, le bâtiment du musée fut agrandi à deux reprises, doublant la superficie. L'électricité est mise en 1905, et la chauffage en 1910. Pendant la période pré-révolutionnaire, le musée recevait 1,5 mille touristes par an, et en 1916, le musée avait déjà plus de 15 000 objets. À ce moment-là, le misée avait des départements consacrées à : l'ethnographie, les artéfacts archéologiques du Priamourié et du kraï de l'Oussouri, les prisons, la colonisation, les objets ménagers, la géologie (avec subdivisions pétrographiques et minéralogiques), à la zoologie (avec subdivisions sur les amphibiens, les animaux marins, les crustacés, les insectes, les mammifères, les oiseaux et les reptiles) et à des collections sur l'ornithologie et la faune marine.
Avec le déclenchement de la Première Guerre mondiale, le musée reçoit l'ordre en 1915 de quitter l'édifice, qui sont aménagés pour recevoir les prisonniers de guerre. Les loyers augmentent, ce qui a aussi un impact sur le musée.
De 1918 à 1921, pendant la guerre civile russe, le musée est réquisitionné à deux reprises. Tout d'abord, en décembre 1918 dans le cadre de l'intervention alliée en Sibérie, il est occupé par la mission militaire française. Puis en 1919-1920, il est occupé par l'Administration des approvisionnements et de l'alimentation de Koltchak. Le gouvernement provisoire du Priamour était aussi situé ici. Malgré ces occupations, le musée continue ses activités scientifiques pendant la période, recevant des scientifiques de la partie européenne de la Russie, qui choisissent le musée comme base de recherche scientifique.

### Période soviétique
Le musée, ayant survécu à la révolution russe, à l'intervention sibérienne et à la fermeture de Vladivostok, devint l'un des principaux sites culturels de la ville et du kraï en général. Dès la fin de la guerre civile, le musée chercha à préserver son réseau, malgré la perte de personnels, morts d'épidémies ou de faim ou ayant émigrés, ainsi que la fin des dons des mécènes interdits pars les Soviétiques, tandis que l'État lui même ne possédait pas de fonds. Le 17 septembre 1925, par décret du Conseil des commissaires du peuple qui fait suite à une réunion du Commissariat du peuple à l'éducation de novembre 1923, il fut décidé de séparer de la Société et rebaptisé musée régional d'État de Vladivostok.
Dans les années 1920, les activités du musées, musée considéré comme important dans la vie culturelle, furent toutes rétablies, dont le travail expéditionnaire. Les fonds ont été reconstitués, grâce aux particuliers et aux membres d'expéditions scientifiques. À la fin des années 1920, le musée avait 21 197 pièces. En 1925, pour les vingt ans de la révolution russe de 1905, le musée travailla pour identifier les lieux de mémoires en collaboration avec les autorités. En 1931, le musée eut une inauguration exposant 200 peintures russes des XVIe au XXe siècles.
Pendant les années 1930, le musée fut utilisé comme vecteur du socialisme.  En février 1938, le musée accueillit par exemple des conférences antireligieuses. Le 10 mai 1939, sur instruction du chef du département des musées et d'histoire locale du commissaire du peuple de la RSFSR, il est réorganisé en musée régional d'histoire local du Primorié. La Seconde Guerre mondiale n'eut pas d'impact important, car se situant loin du front, y compris après l'invasion soviétique de la Mandchourie à l'été 1945. Le 4 septembre 1945, pour les quinze ans de la mort de Vladimir Arseniev, le musée se voit rajouter le nom de Vladimir Arseniev. 
Jusqu'aux années 1970, le bâtiment du musée se trouvait au no 6 rue Pierre-le-Grand, à deux pas de la rue principale et de la Corne d'Or. Mais dans les années 1970, le musée fut attribué un nouvel édifice, dans la rue Lénine, au no 20. Le bâtiment est un immeuble d'habitation construit par la plus grande entreprise commerciale et industrielle d'Extrême-Orient, la « Maison commerciale Tchourine et Kassianov ». Le bâtiment, construit entre 1903 et 1906, qui était le bâtiment de la banque sibérienne, fut construit par l'architecte Vladimir Antonovitch Plansen. Le 25 novembre 1985, le musée est renommé Musée d'État uni du Primorié Vladimir K. Arseniev.

### Depuis la fin de l'URSS

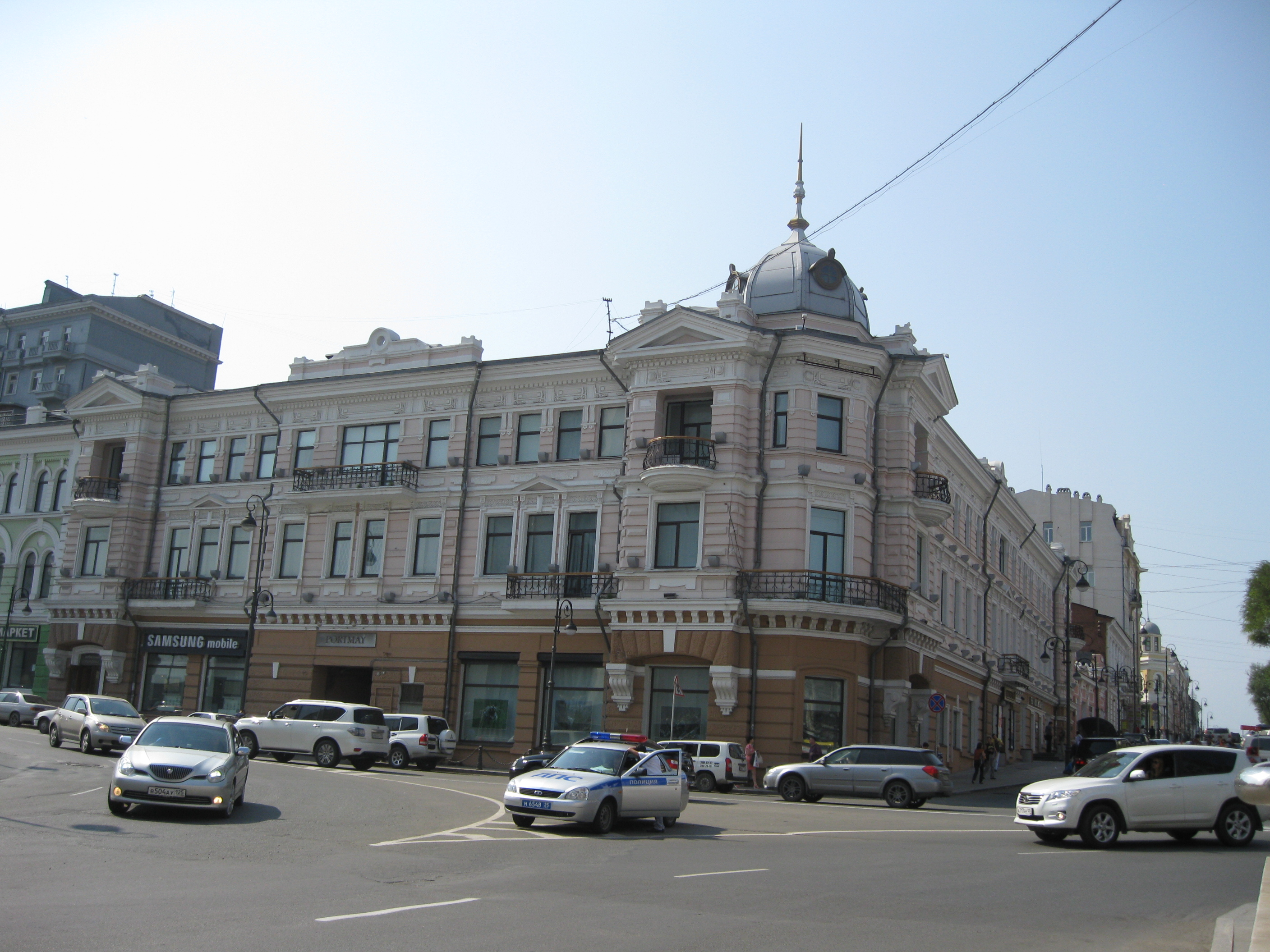
Le bâtiment du musée.

Dans les années 1990, le musée a développé des relations avec des musées aux Japons, en Australie, en Corée et aux États-Unis. Le 23 septembre 2019, le musée a reçu le statut de musée fédéral et a été renommé musée d'histoire de l'Extrême-Orient Vladimir K. Arseniev. Mais le 23 avril 2022, le musée fusionne avec le musée-réserve de la forteresse de Vladivostok, formant sous un nouveau nom le musée-réserve d'État unifié de l'histoire de l'Extrême-Orient.
Depuis 1997, le bâtiment du musée est classé comme objet patrimonial culturel d'importance régionale.
En 2015, le musée était le musée régional le plus visité de Russie, avec plus 421 mille visiteurs cette année-là.
La pandémie de Covid-19 a eu un impact sur le musée. Pendant le confinement, le musée a développé des visites virtuelles, ce qu'il a continué à faire après la fin du confinement. Dans le cadre de sa coopération conclue en 2018 avec le musée du kremlin de Moscou, le musée a inauguré en 2021 une exposition dénommée « Les Romanov. Du tsar à l'empereur », avec de nombreux objets venus de Moscou afin de les montrer à la population extrême-orientale. En 2021 également, une exposition a commencé nommée « Le destin du commandant. Expéditions au Kamtchatka de Vitus Bering », en coopération avec le musée unifié des traditions locales du Kamtchatka. Le musée souhaite désormais développer de nouvelles expositions sur les histoires des régions de l'Extrême-Orient russe, avec des coopérations avec les musées du district fédéral d'Extrême-Orient.

## Branches

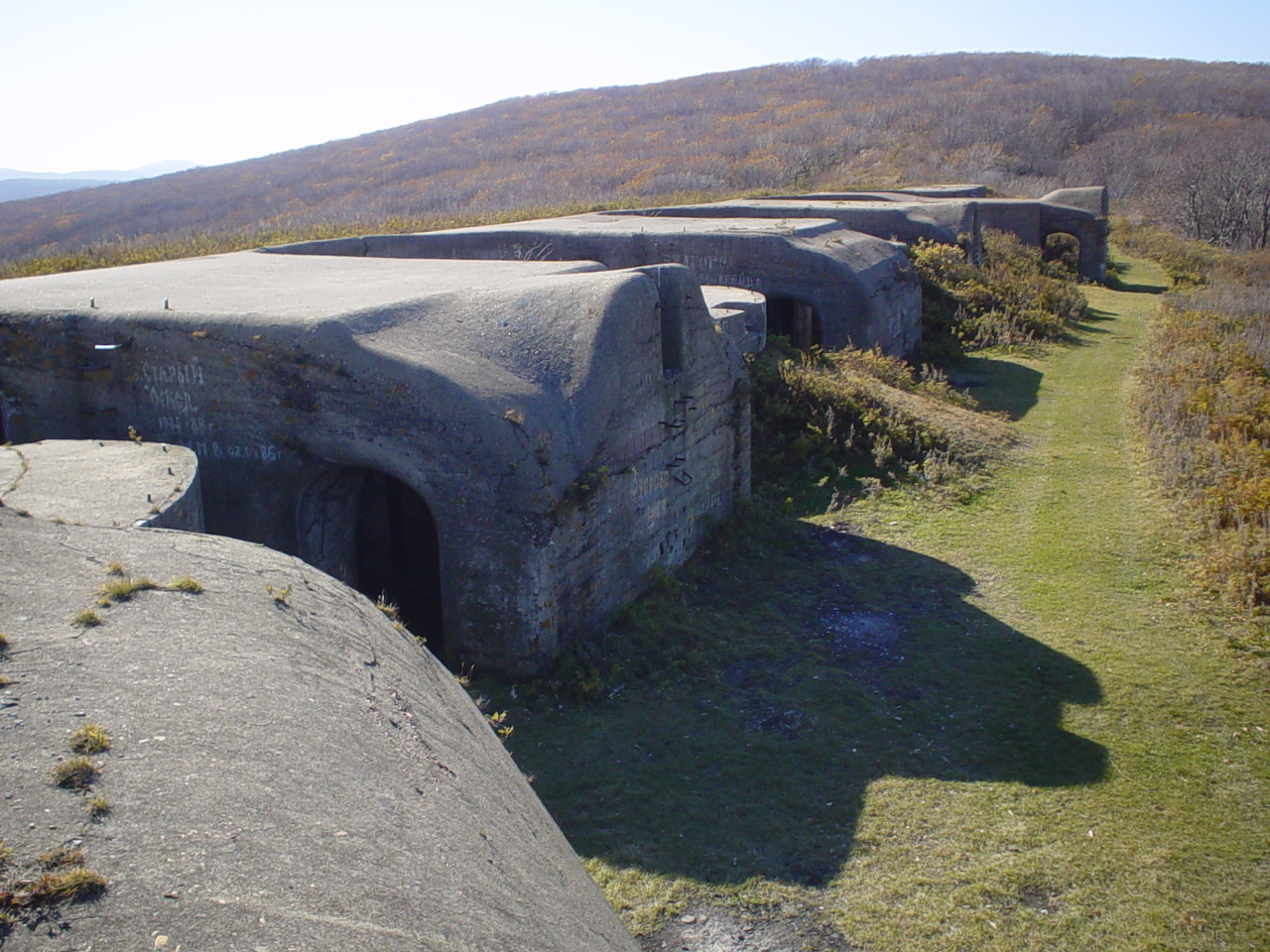
Batterie Novossiltsevskaïa

Le musée Arseniev possède aujourd'hui 9 branches, dont le musée unifié du Primorié (rue Svetlanskaïa et forteresse). Il y a trois autres branches à Vladivostok, avec le Centre d'exposition international ; la maison-musée commémorative V.K. Arseniev et la maison-musée de la famille Soukhanov. Hors de Vladivostok, il y a le musée d'histoire de la ville d'Arseniev, le musée d'histoire de la ville de Dalneretchensk, le musée d'histoire de la ville de Lessozavodsk, le musée d'histoire de la ville de Partizansk et le musée littéraire et artistique de A. A. Fadeïev dans le village de Tchougouïevka.

Sites du musée (sélection) :
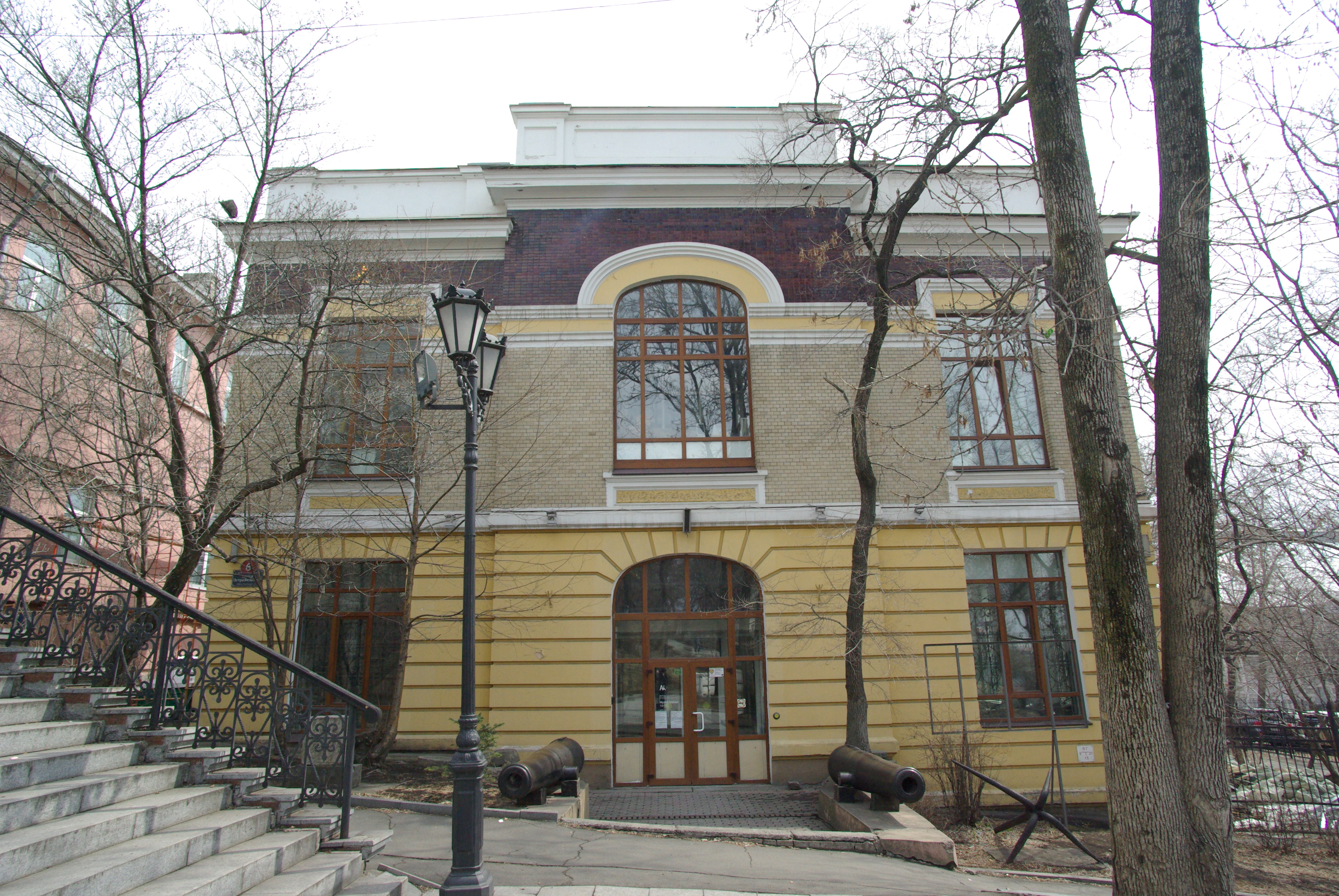
Le premier bâtiment du musée, qui appartient toujours au musée.
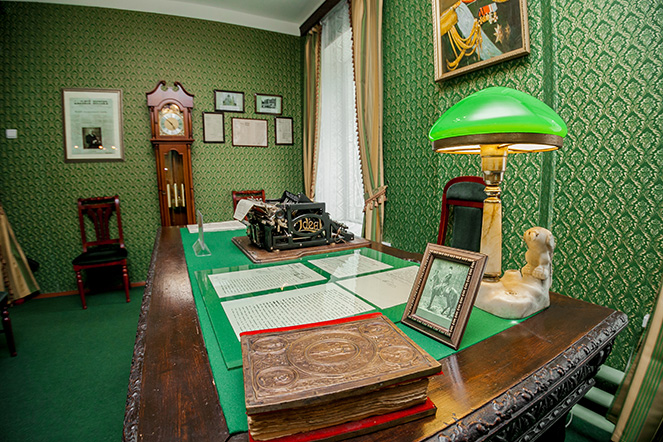
Salle de travail dans la maison des Soukhanov.

## Collections

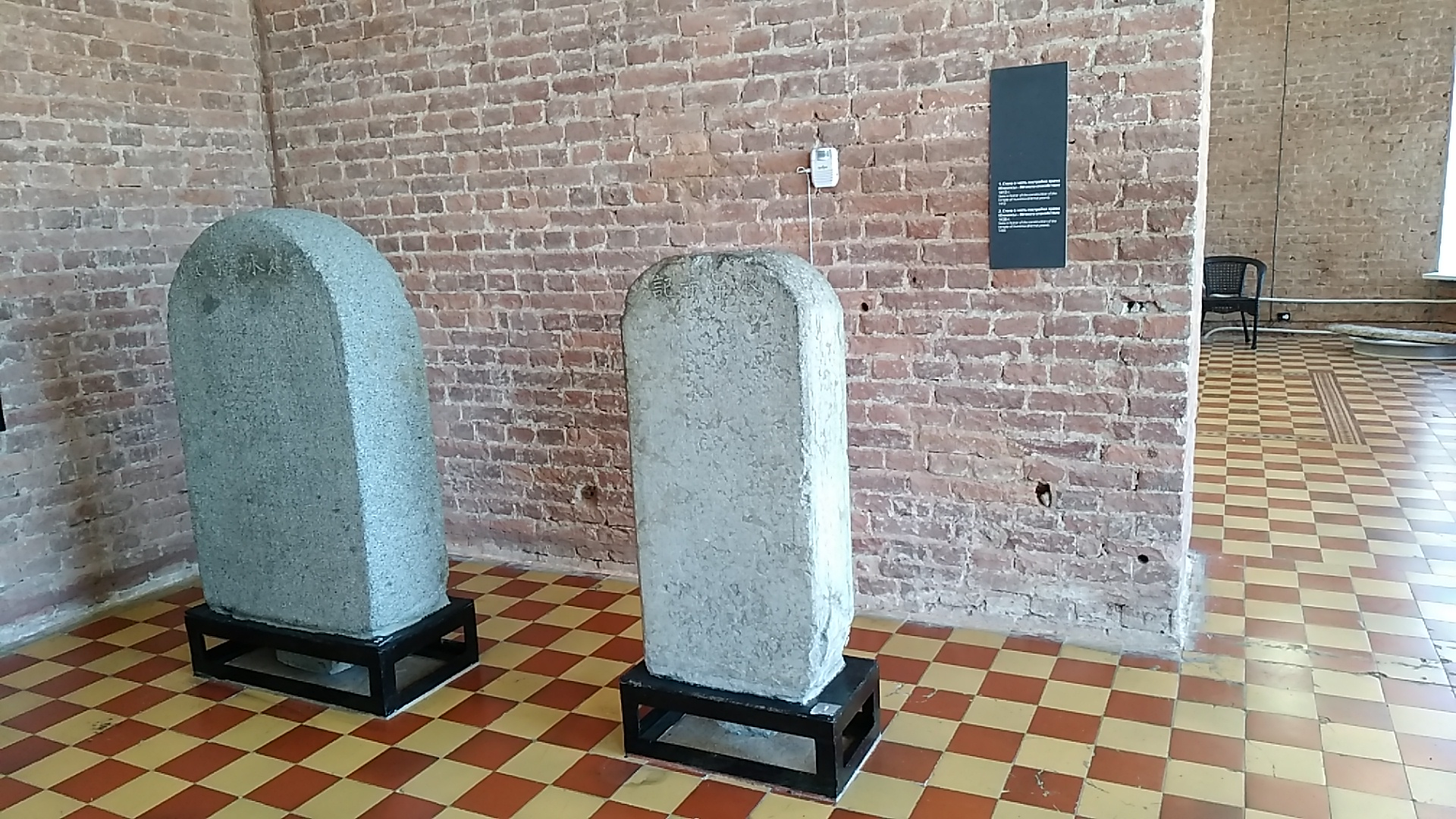
Les stèles Jürchen au musée.

Les fonds du musée sont d'environ 600 000 objets, et reçoit chaque année plus de 1 500 pièces. mais seule une petite partie est exposée, le reste étant utilisé par les scientifiques ou étant entreposé. Les objets des collections  «Géologie»,  «Ostéologie», «Zoologie», «Ornithologie», «Entomologie» sont sans doute les plus importants pour l'histoire de la région.
La collection archéologique est la plus ancienne, rassemblée dès les années 1880 par les fondateurs du musée. Les objets les plus rares sont les stèles du temple Yongning (en), stèles funéraires Jürchen, du XVe siècle en provenance du village de Tyr.
Une des plus grandes collection est la collection photographique, avec plus de 60 000 photographies depuis l'aube de la photographie jusqu'à celles actuelles. Il y a ensuite la collection d'os sculptés et gravés, objets caractéristiques de l'art traditionnel de la sculpture sur os des peuples de l'Extrême-Nord-Est de la Russie, avec des figures d'animaux. Dans cette collection, il y a des objets des habitants de Kerek et de Koriaks. La collection nommée « Arbre » rassemble des objets ethnographiques des peuples autochtones de la région de l'Amour et du Primorié. Elle raconte les croyances et la vie des Nanaïs, Oudihés, Orotches, Oultches, Nivkhes entre autres. parmi les objets les plus rares se trouve un ensemble complet d'équipement militaire Itelmènes (armure de ceinture, un casque fait de plaques de os de baleine, une lance) du début ou milieu du XIXe siècle.
Ensuite, il y a la collection porcelaine, avec plus de 4 000 pièces, des usines de porcelaines de Vladivostok et d'Artiom, de l'usine de céramique de Spassk-Dalni et de fonds privés, dont de ce qui reste de l'usine de l'île Poutianine de la fin du XIXe siècle. Le musée a une collection numismatique, une collection de timbres (dont des sceaux de princes Toungouses), une collection d'armes blanches, depuis le xviie siècle jusqu'en 1944. Le musée a une collection de plus de 2 000 œuvres graphiques et picturales. Il y a des icônes orthodoxes, notamment des Vieux-croyant, dont l'icône de la Mère de Dieu d'Albazine.

Il y a plus de 70 000 pièces d'origine personnelle. dont des lettres, des documents de Vitus Bering et des expéditions au Kamtchatka, des lettres de Guennadi Nevelskoï et les membres de l'expédition de l'Amour de 1853-1854, des lettres de Nicolas II et les archives personnelles des membres de la Société pour l'étude de la région de l'Amour, dont celles de Vladimir d'Arseniev. Le musée possède des archives de journaux, de livres rares, des cartes, affiches et calendriers.

Collection (sélection) :
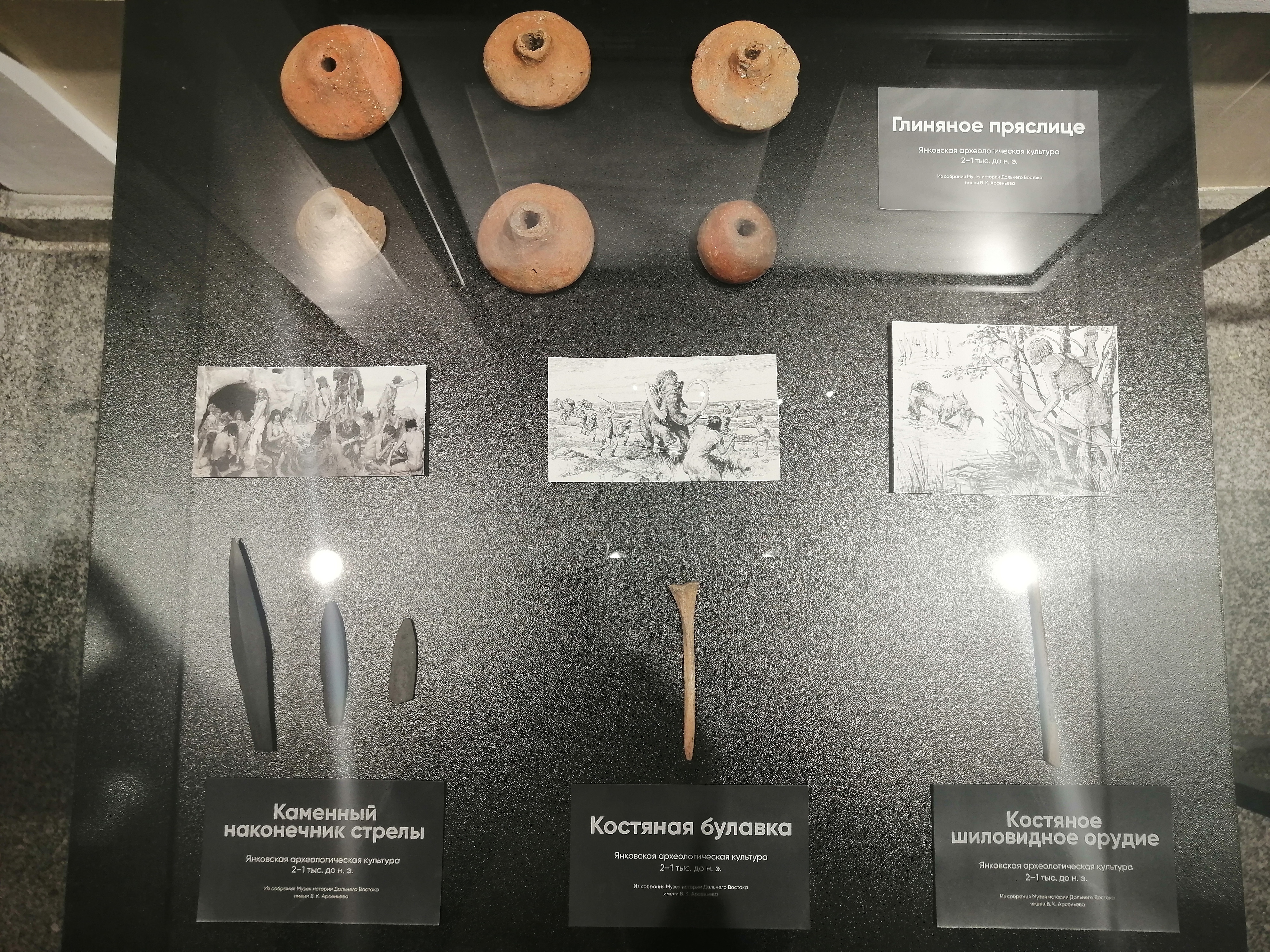
Objets de la culture de Yankovski.
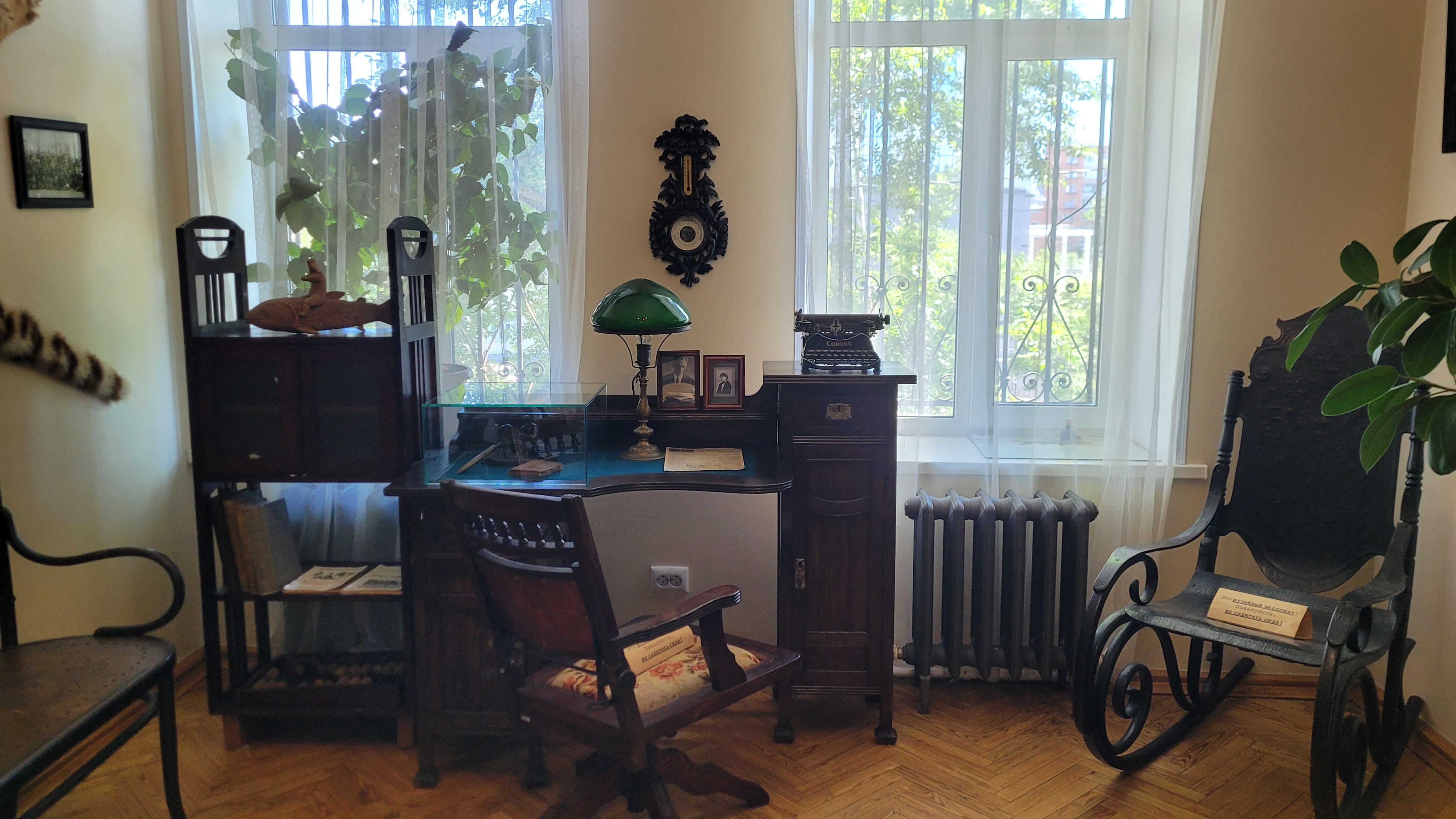
Intérieur de la maison-musée de Vladimir Arseniev.
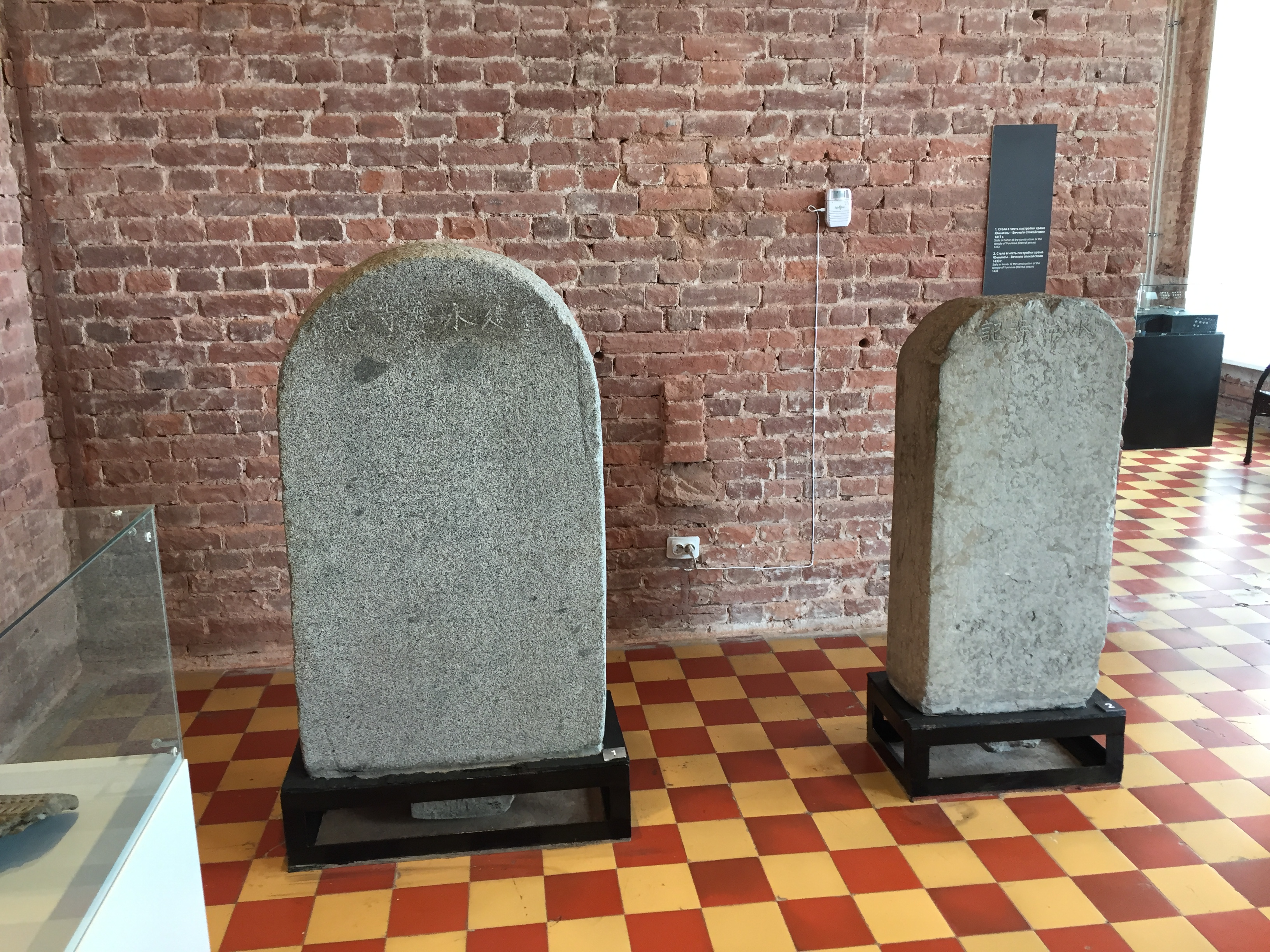
Stèles Jürchen.
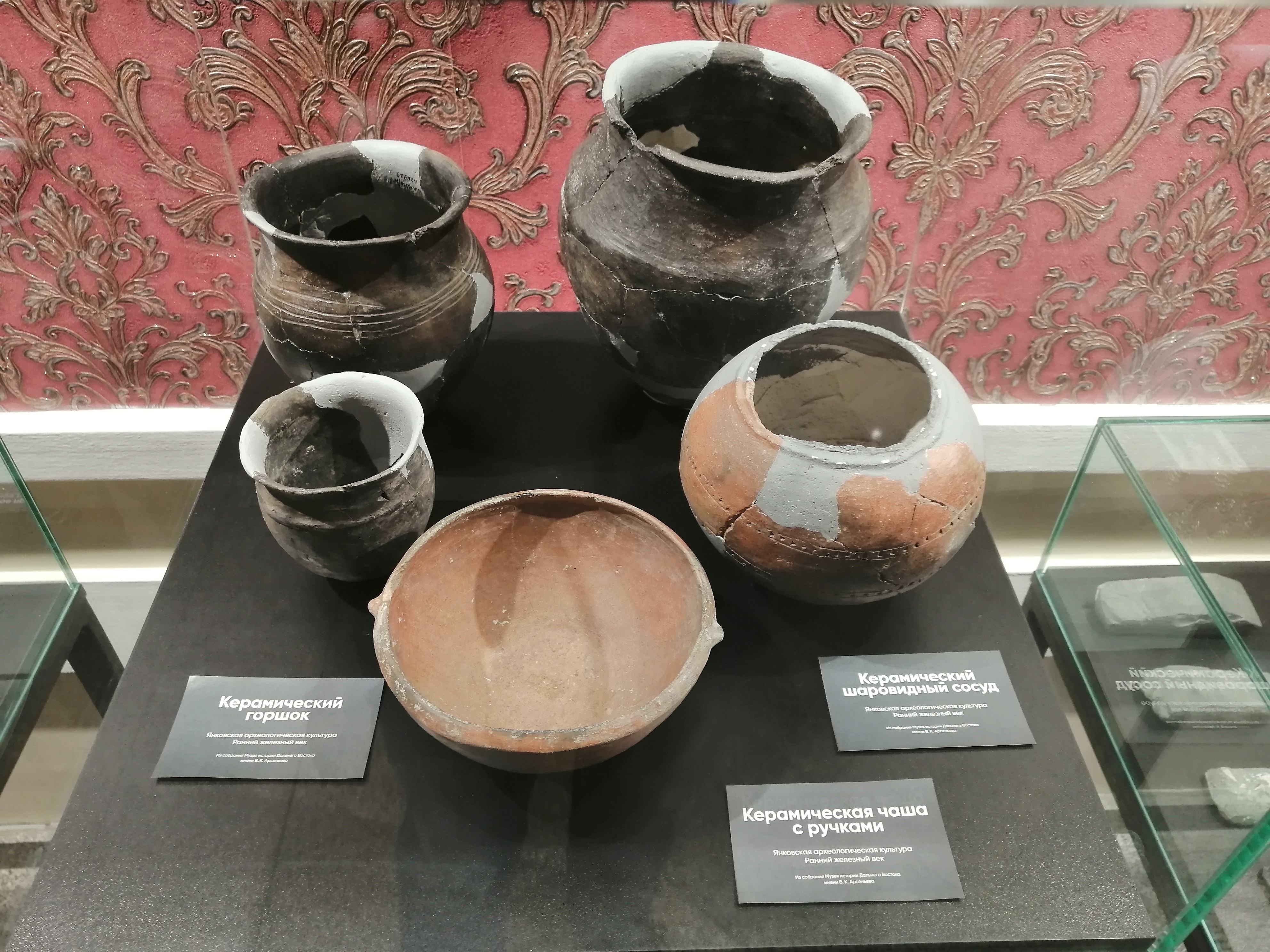
Poteries de la culture de Yankovski.